# Akigumo
Akigumo (秋雲) byl torpédoborec japonského císařského námořnictva třídy Kageró. Byl dokončen v září 1941 jako poslední z devatenácti torpédoborců třídy Kageró. Zúčastnil se druhé světové války v Tichomoří, během které se věnoval převážně eskortním a transportním povinnostem.
Na začátku války v Pacifiku doprovázel Nagumovy letadlové lodě při útoku na Pearl Harbor a v rámci doprovodu Nagumových letadlových lodí se zúčastnil i útoku na Rabaul a na Lae a Salamauu v lednu 1942. Během nájezdu do Indického oceánu i během bitvy u Midway doprovázel zásobovací plavidla Nagumových letadlových lodí. Během bitvy u východních Šalomounů doprovázel přímo Nagumovy letadlové lodě a poté se zapojil do „krysích transportů“ mířících na Guadalcanal. Během bitvy u Santa Cruz doprovázel Abeho předsunutý svaz a po údržbě v Japonsku se vrátil do jihozápadního Pacifiku, aby se zúčastnil evakuace Guadalcanalu v únoru 1943. Poté se věnoval doprovodům konvojů a krysím transportům. V červenci se zúčastnil evakuace ostrova Kiska a poté se opět vrátil do Šalomounových ostrovů. V říjnu se zúčastnil bitvy u Vella Lavella a poté se věnoval doprovodu těžkých jednotek loďstva. Dne 11. dubna 1944 byl jihozápadně od ostrova Mindanao torpédován ponorkou USS Redfin a potopil se s přibližně polovinou posádky.

## Popis
Akigumo patřil podle Nevitta a Nishidy do II. série třídy Kageró a byl objednán na základě doplňovacího programu pomocných plavidel z roku 1939. Šlo o poslední jednotku této třídy s trupovým číslem 115. Někdy je také řazen do následující třídy Júgumo, ta ale začíná až trupovým číslem 116. Jeho výzbroj tvořilo šest 127mm kanónů typu 3. roku ve třech dvouhlavňových věžích typu C (jedné na přídi a dvou na zádi) a dva čtyřhlavňové 610mm torpédomety typu 92 modelu 4. Zásoba šestnácti torpéd typu 93 byla v pozdější fázi války pravděpodobně redukována na osm kusů, aby se kompenzoval nárůst hmotnosti vlivem instalace dalších 25mm děl typu 96.
Během údržby v Jokosuce od prosince 1943 do února 1944 byla odstraněna zadní 127mm dělová věž číslo 2 a nahrazena dvěma tříhlavňovými 25mm komplety. Rovněž 25mm dvojčata na plošině vedle zadního komínu byla nahrazena za 25mm trojčata. Další pravděpodobně trojhlavňový komplet se nacházel na plošině před můstkem. Jako jeden z torpédoborců, které se dočkaly roku 1944, byl Akigumo pravděpodobně vybaven jedním metrovým přehledovým radarem 13 Gó pro sledování vzdušných cílů na zadním stožáru a jedním centimetrovým přehledovým radarem 22 Gó pro sledování vzdušných i hladinových cílů na předním stožáru.

## Služba
Dne 11. dubna 1944, když doprovázel transportní loď Kijókawa Maru, ho u filipínského poloostrova Zamboanga (část ostrova Mindanao) potopila americká ponorka USS Redfin třídy Gato na pozici 6°43′ s. š., 122°23′ v. d.. Zahynulo 137 členů posádky včetně velitele.
Dne 10. června 1944 byl Akigumo vyškrtnut ze seznamu lodí japonského císařského námořnictva.